# Пепе, Сесе-Франк
Сесе́-Франк Пепе́ (фр. Cécé Franck Pepe, 9 ноября 1996 года, коммуна Клиши-ла-Гаренн, Иль-де-Франс) — французский футболист ивуарийского происхождения (его отец родом из Кот-дʼИвуара), защитник

## Биография
Воспитанник клубов «Нанди» и «Ле Ме», академии «ПСЖ». Он родственник Николя Пепе. В сезоне 2013/14 провёл одну игру за парижан в юношеской лиге УЕФА. В августе 2014 года перешёл в марсельский «Олимпик», однако ни одной игры за основной состав не провёл, на протяжении двух сезонов выступая за вторую команду клуба в французском Национальном дивизионе 2 (четвёртая по рангу лига).
Летом 2017 года подписал двухлетний контракт с украинским клубом «Звезда» из Кропивницкого, до этого он был на просмотре в клубе «Суиндон Таун». Дебютировал в украинской Премьер-лиге 11 августа 2017 года, выйдя в стартовом составе в выездном матче против киевского «Динамо».
Зимой 2018 года во время межсезонного тренировочного сбора проходил просмотр в московском ЦСКА, однако «армейцам» не подошёл. Летом 2018 года покинул «Звезду» и пробовался в румынском клубе.

### Сборная
В 2011 году вызывался в юношескую сборную Франции (до 16 лет), за которую провел шесть матчей.